# チャールズ・ペイソン
チャールズ・ペイソン（Charles Payson, 生年不詳 - 1913年）は、アメリカ合衆国の政治家、外交官。

## 生涯
1878年6月11日、ペイソンはチェスター・アーサー大統領からアメリカ合衆国第三国務次官補に指名された。ペイソンは1878年6月22日に第三国務次官補に着任し、1881年6月30日まで同職を務めた。
1882年5月1日、ペイソンはから在デンマークアメリカ合衆国代理公使に指名された。ペイソンは1881年8月12日に信任状を奉呈し、代理公使に着任した。ペイソンは上院休会中の任命であったため、1881年10月29日に改めて上院の正式承認を受けた。ペイソンは1882年2月23日に代理公使を退任した。
ペイソンは1913年に死去した。